# Marienchorstraße (Stralsund)

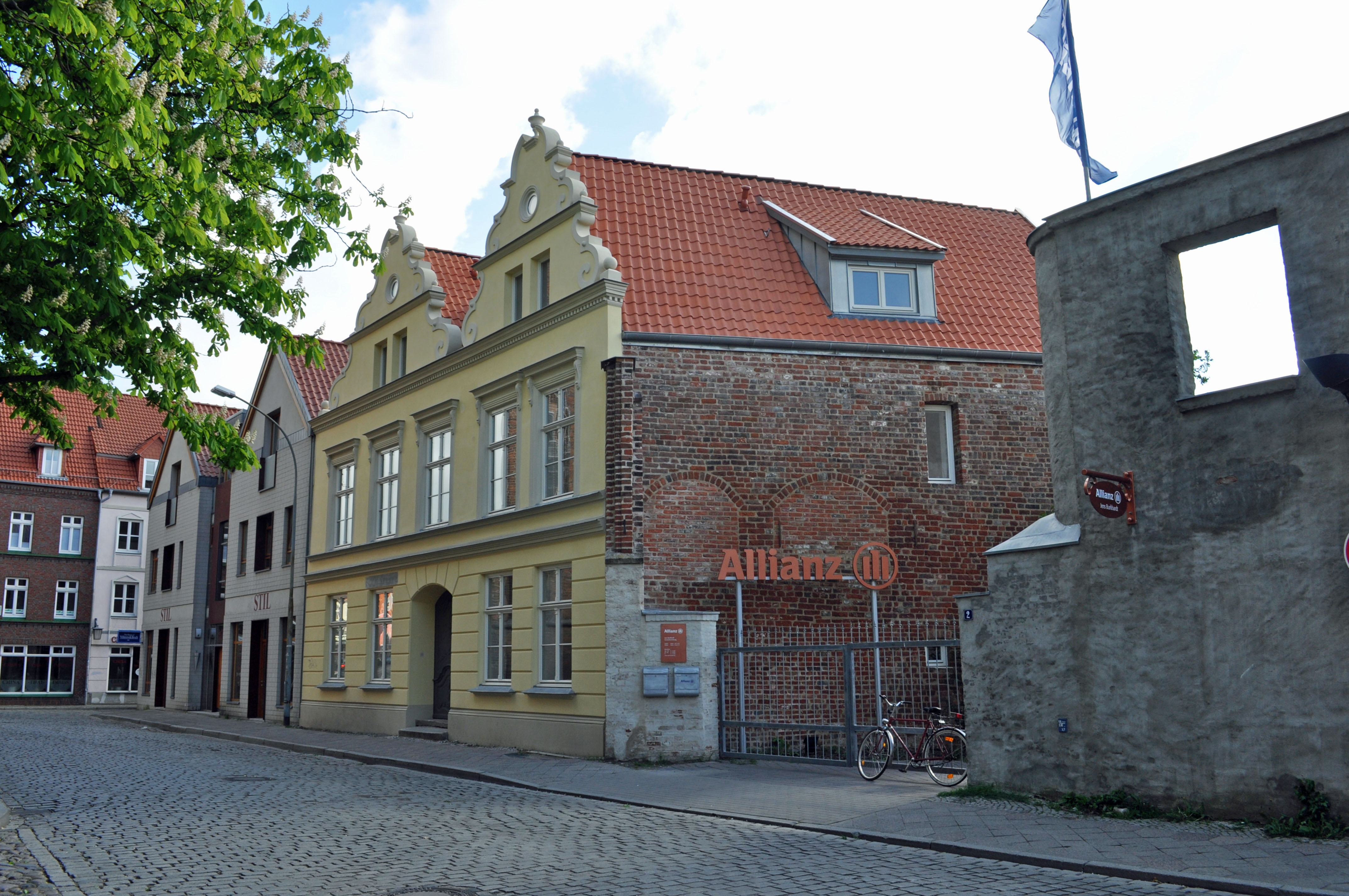
Blick in die Marienchorstraße (2012)

Die Marienchorstraße  im Stadtgebiet Altstadt in Stralsund verbindet den Neuen Markt mit dem Frankenwall. Die Straße Zipollenhagen und die Marienstraße zweigen von der Marienchorstraße ab. Sie gehört zum Kerngebiet des UNESCO-Welterbes Historische Altstädte Stralsund und Wismar.
Die östlich an der St.-Marien-Kirche vorbeiführende Straße entstand im Jahr 1920, als man einen Durchbruch zum Frankenwall anlegte; dabei wurde der östliche Teil des ehemaligen Pfarrhauses Marienstraße 19 abgebrochen.
Ihren Namen erhielt die Straße nach dem Chor der Marienkirche, an dem sie vorbeiführt. Hinter St. Marienchor hieß zuvor ein kleinerer Abschnitt der heutigen Marienstraße bis ins Jahr 1869.
Von den Häusern entlang der Marienstraße stehen vier unter Denkmalschutz (siehe auch Liste der Baudenkmale in Stralsund), nämlich die Häuser Marienchorstraße 1, Marienchorstraße 1 a, Marienchorstraße 2 und Marienchorstraße 3.